# اسلندرمن (فیلم)
اسلندرمن (انگلیسی: Slender Man) یک فیلم در ژانر فراطبیعی ترسناک به کارگردانی سیلوین وایت است که در ۱۰ اوت ۲۰۱۸ از سوی اسکرین جمز منتشر شد.

## داستان
داستان این فیلم آمده است ، در شهری کوچک ، گروهی از دوستان که جذب افسانه‎ی عجیب و مرموز اسلندرمن شده‌اند ، تلاش می‌کنند تا ثابت نمایند که این موجود وجود ندارد. اما زمانی که یکی از آنها به طور اسرارآمیزی ناپدید می‎شود ، ماجرا فرق می‎کند و…

## بازیگران
- جوئی کینگ
- جولیا گولدانی تلس
- انالیس باسو
- تالیثا بیتمن
- کوین چاپمن
- خاویر بوتت